# Харагунське сільське поселення
Харагу́нське сільське поселення (рос. Харагунское сельское поселение) — сільське поселення у складі Хілоцького району Забайкальського краю Росії.
Адміністративний центр — село Харагун.

## Історія
2014 року було утворено 2 нових села: Харагун-Саранка та Центральний Харагун шляхом виділення частин села Харагун.

## Населення
Населення сільського поселення становить 2743 особи (2019; 3008 у 2010, 2967 у 2002).

## Склад
До складу сільського поселення входять:
| Населений пункт           | Населення, осіб (2002) | Населення, осіб (2010) |
| ------------------------- | ---------------------- | ---------------------- |
| Аренур, село              | 46                     | 28                     |
| Дайгур, село              | 107                    | 94                     |
| Сарантуй, село            | 4                      | 6                      |
| Тайдут, село              | 89                     | 80                     |
| Харагун, село             | 2721                   | 2800                   |
| Харагун-Саранка, село     | -                      | -                      |
| Центральний Харагун, село | -                      | -                      |